# Trichopria erynniae
Trichopria erynniae is een vliesvleugelig insect uit de familie van de Diapriidae. De wetenschappelijke naam van de soort is voor het eerst geldig gepubliceerd in 1910 door Kieffer.